# Płyn barotropowy

Rozkład ciśnienia i gęstości w atmosferze barotropowej

Płyn barotropowy (z gr. βάρος „ciężar” i τρόπος „zwrot”) – płyn, którego gęstość jest stała lub zależna tylko od ciśnienia. Przybliżenie płynu barotropowego jest używane w fizyce atmosfery, oceanografii czy też w astrofizyce.
Płyn niespełniający warunku barotropowości nazywa się płynem baroklinowym.
Gęstość wielu cieczy, dla przykładu wody jest prawie stała i stosunkowo nieznacznie zależy od temperatury i zasolenia. Gęstość gazów w tym i powietrza, ogólnie nie spełnia warunków barotropowości, ale jeżeli powierzchnie o jednakowej temperaturze są równoległe do powierzchni o jednakowym ciśnieniu, to atmosfera jest barotropowa. W wielu rodzajach przepływów założenie to jest spełnione lub przyjmowane jako założenie modelu. Przykładem jest zastosowanie zasady wirowości potencjalnej w przybliżeniu barotropowym opisującym fale Rossby’ego w atmosferze.